# Chapleau Airport
Chapleau Airport (franska: Aéroport de Chapleau) är en flygplats i Kanada.   Den ligger i distriktet Sudbury och provinsen Ontario, i den sydöstra delen av landet, 600 km väster om huvudstaden Ottawa. Chapleau Airport ligger 448 meter över havet. Den ligger vid sjön Galla Lake.
Terrängen runt Chapleau Airport är platt. Trakten runt Chapleau Airport är nära nog obefolkad, med mindre än två invånare per kvadratkilometer.. 
I omgivningarna runt Chapleau Airport växer i huvudsak blandskog.